# Nyctemera kinagananga
Nyctemera kinagananga är en fjärilsart som beskrevs av Swinhoe 1903. Nyctemera kinagananga ingår i släktet Nyctemera och familjen björnspinnare. Inga underarter finns listade i Catalogue of Life.